# Prodromus clypeatus
Prodromus clypeatus – gatunek pluskwiaka różnoskrzydłego z rodziny tasznikowatych.
Gatunek ten opisany został w 1904 roku przez Williama Lucasa Distanta.
Ciało samca długości od 4,72 do 5,14 mm, a samicy od 4,82 do 4,93 mm. Samiec jasnożółty, czy też słomkowy, o ciele szerszym niż u innych przedstawicieli rodzaju Prodromus. Pierwszy segment czułków długości głowy, a wierzchołek drugiego segmentu czarny. Oczy wyłupiaste, niesięgające przedniej krawędzi kołnierza. Oczy i tarczka, z wyjątkiem nasadowej krawędzi, czarne. Wewnętrzny brzeg międzykrywki ochrowej barwy, a przykrywka drobno i ciemno owłosiona. Gatunek podobny do P. subflavus, od którego wyróżnia się czarną tarczką.
Roślinami żywicielskimi tego tasznika są bananowce.
Pluskwiak ten jest endemitem Sri Lanki, znanym wyłącznie z dystryktu Kandy.